# Cassephyra acutipennis
Cassephyra acutipennis là một loài bướm đêm trong họ Geometridae.